# Alexander Heinrich Heyland
Alexander Heinrich Heyland (* 3. Juli 1869 in Iserlohn; † 14. März 1943 in Brüssel) war ein deutscher Elektrotechniker, der das Kreisdiagramm der Asynchronmaschine erdachte.

## Leben

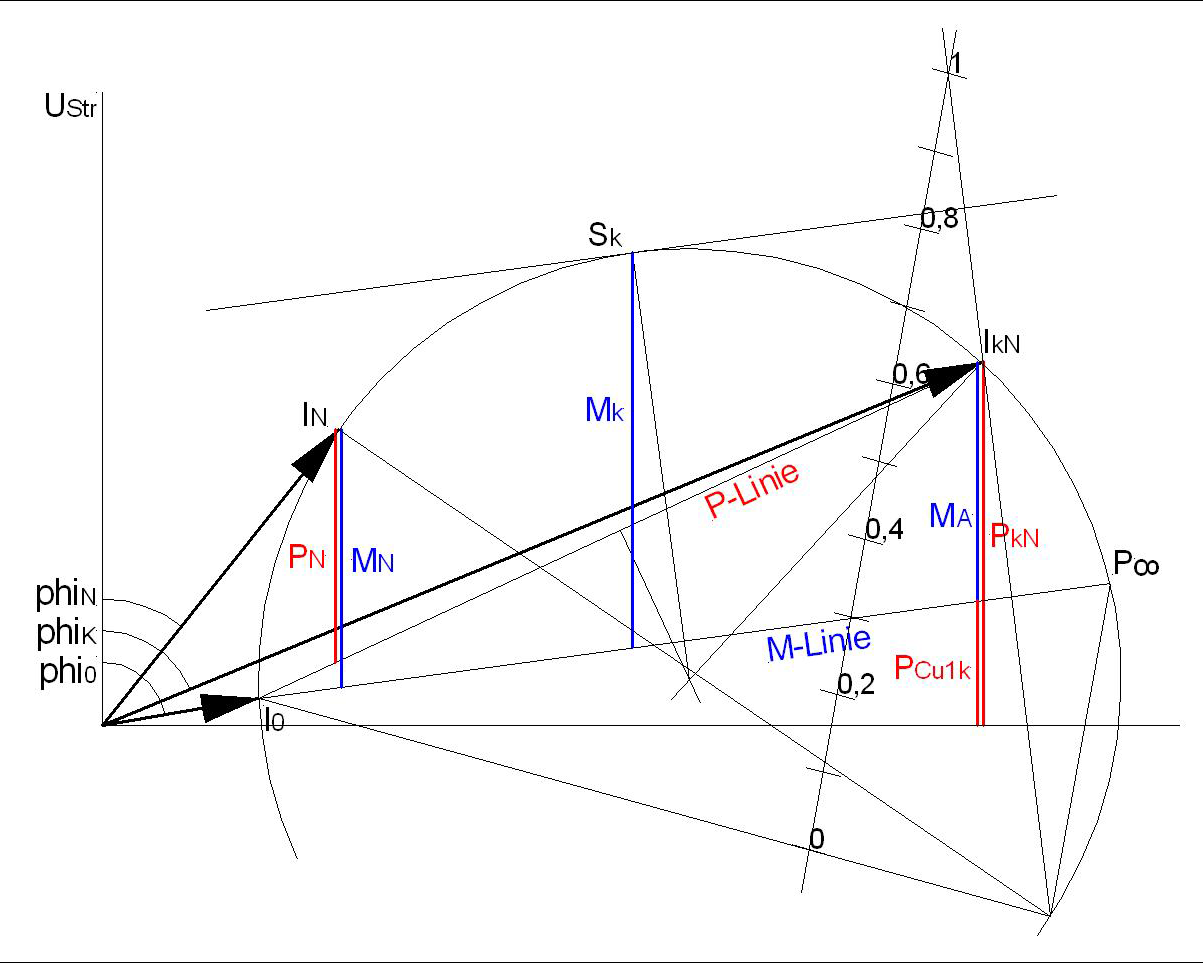
Kreisdiagramm einer Asynchronmaschine

Alexander Heylands Vater Ferdinand Heyland († 1881) stammte aus Gütersloh und war königlicher Kreisrichter und später Notar. Seine Mutter war Marie Heyland geb. Schmöle. Seine Schwester Helene (1871–1916) heiratete den preußischen General und späteren Minister Hermann von Budde.
Von 1890 bis 1894 studierte Heyland an der Technischen Hochschule Hannover (bei Wilhelm Friedrich Kohlrausch?). 1894 gab er das heute noch als „Heyland-Kreis“ bekannte Kreisdiagramm der Asynchronmaschine an, das später von Johann Ossanna erweitert wurde.
Alexander Heyland arbeitete später bei der Elektrizitäts-AG vormals W. Lahmeyer & Co. in Frankfurt am Main und bei Ganz & Co. in Budapest, bis er im Jahr 1896 Assistent von Erasmus Kittler an der Technischen Hochschule Darmstadt wurde. Im Jahr 1897 war Heyland beratender Ingenieur bei Lahmeyer und entwickelte den Heyland-Einphasenmotor. Ab 1898 arbeitete er bei der Electricité et Hydraulique Cie. in Charleroi (Belgien) und Jeumont (Frankreich), wo Heyland mit der Produktion von Wechsel- und Drehstrommotoren begann.